# Burkhard von Klingenberg
Burkhard von Klingenberg (* im 13. Jahrhundert; † nach 1277) war Marschall des Königreichs Böhmen und sollte mit seiner militärischen Erfahrung den Einfluss des böhmischen Königs Ottokar II. Přemysl auf die Länder Kärnten, Steiermark und Oberösterreich sichern. Burkhard war 1270/1271 Landeshauptmann im Herzogtum Steiermark und 1274–1276 Hauptmann des Landes ob der Enns.

## Leben

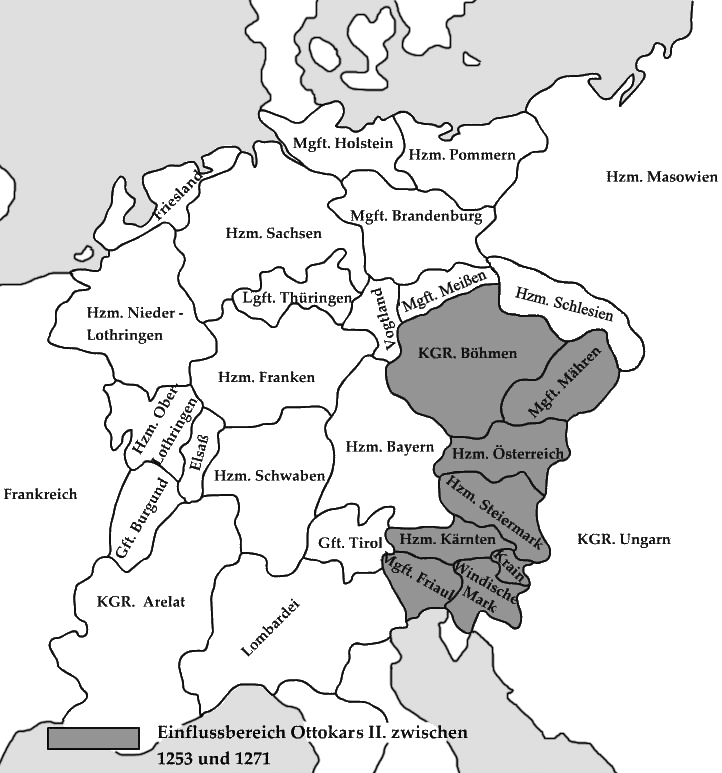
Einflussbereich Ottokars II. zwischen 1253 und 1271

Burkhard war einer der bedeutendsten Kronbeamten König Ottokars. Das zeigt sich unter anderem darin, dass Burkhard am 24. Februar 1269 in Podiebrad König Ottokar's Gründung des Klosters Frauental an führender Stelle bezeugte.
Mit dem Tod von Herzog Ulrich III. endete 1269 die Herrschaft der Spanheimer im Herzogtum Kärnten, das durch den Erbvertrag von Podiebrad an König Ottokar fiel. Dieser setzte seinen Vertrauten Burkhard von Klingenberg als Landeshauptmann der Steiermark ein, der von dort aus die böhmischen Interessen wahrnehmen sollte. Ein kriegserfahrener Landeshauptmann sollte ungarische Angriffe auf steirische Grenzstädte abwehren. Burkhard muss spätestens im Herbst des Jahres 1270 den Posten des Landeshauptmannes angetreten haben, weil er am 7./8. Oktober in Marburg ein Landtaiding leitete. Nach der Beilegung der Wirren mit den Ungarn wirkte Burkhard im August 1271 noch als Bevollmächtigter für mindere Grenzfragen, er scheint aber bald danach aus der Steiermark abgezogen worden zu sein.
Die Kurfürsten des Heiligen Römischen Reiches misstrauten dem Machtzuwachs des böhmischen Königs und wählten deshalb am 1. Oktober 1273 Rudolf von Habsburg zum römisch-deutschen König. In dieser Situation übernahm Burkhard von Klingenberg den Oberbefehl im Land ob der Enns, um die Donauregion zu sichern. Burkhard musste das Land ob der Enns aber schließlich kampflos an Konrad von Summerau übergeben, womit sein Auftrag gescheitert war.
Burkhard von Klingenberg und Jaroslav von Sternberg huldigten dem jungen Wenzel II. von Böhmen angeblich bereits im Dezember 1277.

## Besitzungen
In den 1270er-Jahren ist Burkhard als Besitzer der Burg Klingenberg im Mühlviertel bezeugt, von welcher sein Beiname herrührt.